# موريس ماينور
موريس مينور هي سيارة بريطانية الصنع تم إطلاقوها لأول مرة في معرض إيرلز كورت للسيارات في لندن، وذلك في 20 من سبتمبر للعام 1948, وقد  صممت بإشراف وقيادة إليك ليجونيس، حيث بلغ حجم التصنيع والإنتاج أكثر من مليون ونصف خلال العامين 1948 و 1972و ذلك في ثلاث إصدارات: فئة إم إم (من عام 1948إلى عام 1953)، وفئة الإصدار الثاني (من عام 1952 إلى عام 1956)، وإصدار فئة 1000 (من عام 1956 إلى عام 1971).
في البداية توفرت على هيئة مركبة مكونة من بابين وذلك في كل من إصدارالمركبة العملية (الصالون) إضافة إلى إصدار المركبة السياحية ذات السقف القابل للطي ولكن لم تقتصرالإصدارات على هذه الفئات فقد تم توسيع نطاق الإصدارات ليشمل إصدار المسافر وهي مركبة صالون بأربعة أبواب ذات هيكل مدعم بالخشب وذلك في عام 1950, تلتها فئة مركبات النقل في كل من الإصدارين فالين فان مركبة نقل الركاب وذلك في أكتوبر من العالم 1953, ثم انضمت مركبة نقل الحمولة شاحنة النقليات الصغيرة كذلك في العام 1953. الجدير بالذكر أنها كانت تعد أول سيارة بريطانية تحقق مبيعات وإيرادات بلغت أكثر من مليون وحدة  وتعتبر مثالًا كلاسيكيًا لتصميم السيارات،  بالإضافة إلى أنها كونها رمزللثقافة الإنجليزية.   

## مراحل التطور

### المنشأ
بدأت بوادر فكرة مركبة ماينور في البزوغ خلال العام 1941. على الرغم من ضلوع منظمة وشركة المركبات نافيلد بشدة في الممارسات العسكرية الحربية إضافة إلى الحظر حكومي على الصناعات المدنية بمافيها السيارات المدنية، إلا أن مايلز توماس نائب رئيس شركة ماينور موتورز، عزم على الشروع في العمل على إطلاق منتجات جديدة بمجرد انتهاء الحرب. :115 كان فيك أوك، كبير مهندسي الشركة، قد لفت انتباه توماس بالفعل إلى المهندس المبتدئ الواعد، إليك إيسيجونيس، والذي عمل في شركة موريس منذ عام 1935 وتخصص في تصميم نظام التعليق في المركبات :85 حيث كان على الدوام محط إعجاب أوك فقد كان يقوم بطرح أفكار متقدمة حول تصميم السيارة بشكل عام. :114 فقد نال تصميم إيسيجونيس الجديد والذي أطلق عليه موريس 10 تحديداً اهتمام أوك بشكل محوري، والذي كان قيد التطوير خلال الربع الاخير من عام 1936. تميز تصميم أول مركبة موريس بتطبيق نموذج البناء الموحد في تصميمه بظام بتعليق أمامي مستقل. وقد صمم أيضاً النظام النابض محوري الذراع، والذي تم إسقاطه لاحقًا عملاً على تحديد النفقات. رغم استخدام التصميم لاحقًا على طراز إم جي واي إضافة إلى العديد من إصدارات فئة إم جي إس الأخى واللتي أنتجت بعد الحرب، ولكن موريس 10 دخل خط الإنتاج باستخدام النظام المحوري ذا الدعامة الأمامية. كون محور اهتمام إيسيجونيس هو نظام التعليق الأمامي المستقل إلا أنه عمل أيضاً على نظامًا لتوجيه الرف الدعامي والترس في المركبة. كما هو الحال مع تصميم التعليق الخاص به، لم يتم اعتماد تصميم توجيه الرف الدعامي والترس، إلا في تصاميم أنتجت وأطلقت بعد فترة الحرب، منها طراز إم جي واي، كانت تصاميم ومخطوطات إيسيجونيس سبباً في دعمه كمرشح مثالي لقيادة أعمال تصميم جديدة على نموذج لمركبة صغيرة متطورة.
كما كان يفرض الواقع في فترة الحرب وبالرغم من كم الجهد المبذول للتمكن من لاحصول على متطلبات الصناعة، إلا أن توماس وافق عملياً على تطوير سيارة عائلية صغيرة جديدة من شأنها أن تحل محل موريس 8 . رغم تولي كل من أوك (والمدير الفني لموريس، سيدني سميث) كامل المسؤلية عن المشروع، إلا أن إيسيجونيس كان مسؤولاً في النهاية عن التصميم، إلى جانب العمل مع اثنين من المصممين. :60 أطلق توماس على المشروع اسم «موسكيتو» أو «البعوضة» وتأكد من بقائه سريًا قدر الإمكان،  :117حتى لا يصل صداه إلى وزارة التموين ومؤسس شركة ويليام موريس (اللورد نوفيلد)، الذي كان لا يزال رئيسًا لشركة موريس موتورز، والذي كان معروفاً عنه نزعة عدم قبول أطروحات إيسيجونيس، وحتى عدم النظر لها بإيجابية إلى أفكارو اعتبارها أفكارمتطرفة. :63
كان مبدأ إيسيجونيس المتبع هو العمل على إنتاج سيارة عملية واقتصادية وبأسعار معقولة لعامة الناس من شأنها أن تساوي، إن لم تكن تفوق، الراحة وجودة التصميم لسيارة فارهة أغلى ثمناً. في السنوات اللاحقة تباعاً كان مقترح إيسيجونيس فيما يتعلق بتصميم ماينور قائم على أن تكون سياره إقتصادية تبعث الشعور بالفخر والسعادة لمالكها من أفراد المجتمع البسطاء عكس الإنطباع السائد بكون اصحاب المركبات الفارهة أكثر أهمية وتقدير.إضافة إى أن تصميم المركبات الاقتصادية لا يجب أن يوحي بالشعور بالضيق والعزلة سيارات كبيرة ولا ينبغي أن يُتوقع منهم تحمل تصميمات داخلية خانقة ".  :121 أراد إيسيجونيس أن تكون السيارة فسيحة بقدر الإمكان بالنسبة لحجمها، بحيث أن تكون مريحة من ناحية القيادة والتحكم حتى بالنسبة لي من لا يملك باع طويل في قيادة السيارة لسائقي، بالتحديد كما هو متبع في تصميم "ميني". خرج تصميم "موسكيتوس أو البعوضة" بعد 10 سنوات، حيث قام إسيجونيس بتصميمه بامتيازات عدة مثل، الثبات الممتاز على الطريق ونظام التوجيه الدقيق والسريع هادفاً إلى جعلها سيارة آمنه على الطريق مرنة وملايقة على مستوى القيادة لا أن تحمل مفهوم السيارة الرياضية. :302